# Hans Øllgaard (højesteretsdommer)
 Der er flere personer med dette navn, se Hans Øllgaard.
Hans Øllgaard (14. oktober 1837 i Snejbjerg – 23. august 1895 i København) var en dansk højesteretsdommer.
Han var søn af Balthasar Krarup Øllgaard, blev 1855 student fra Kolding lærde Skole og 1861 cand. jur. Samme år blev han ansat som assistent i Justitsministeriet, hvor han 1871 avancerede til fuldmægtig og 1878 til chef for 1. departements ekspeditionskontor. 21. december samme år blev han Ridder af Dannebrog og 22. samme måned assessor i Den kongelige Landsoverret samt Hof- og Stadsret, blev 17. marts 1891 dommer i i Højesteret og 26. maj 1892 Dannebrogsmand.
I en lang årrække virkede Øllgaard som juridisk manuduktør, var 1880-91 og fra 1893 censor ved den juridiske eksamen og var 1881 medstifter af Juridisk Forening. 1884 blev han formand for Grundtakstansættelseskommissionen, 1890 medlem af repræsentantskabet i Nationalbanken og 1893 direktør i Understøttelsesanstalten for trængende Efterslægt af Medlemmerne i den ophævede civile og adskillige Stænders Enkekasse. Han skrev (1887): A. S. Ørsteds Indflydelse paa den videnskabelige Behandling af den dansk-norske Privatret.
Han ægtede 27. maj 1864 i Vor Frue Kirke Sophie Jacobine Mathilde Petersen (3. oktober 1837 i Holstebro – 3. juli 1907 i Hellebæk), datter af provst Herman Frederik Petersen og Augusta Eleonore Grundtvig.